# Hardcore punk

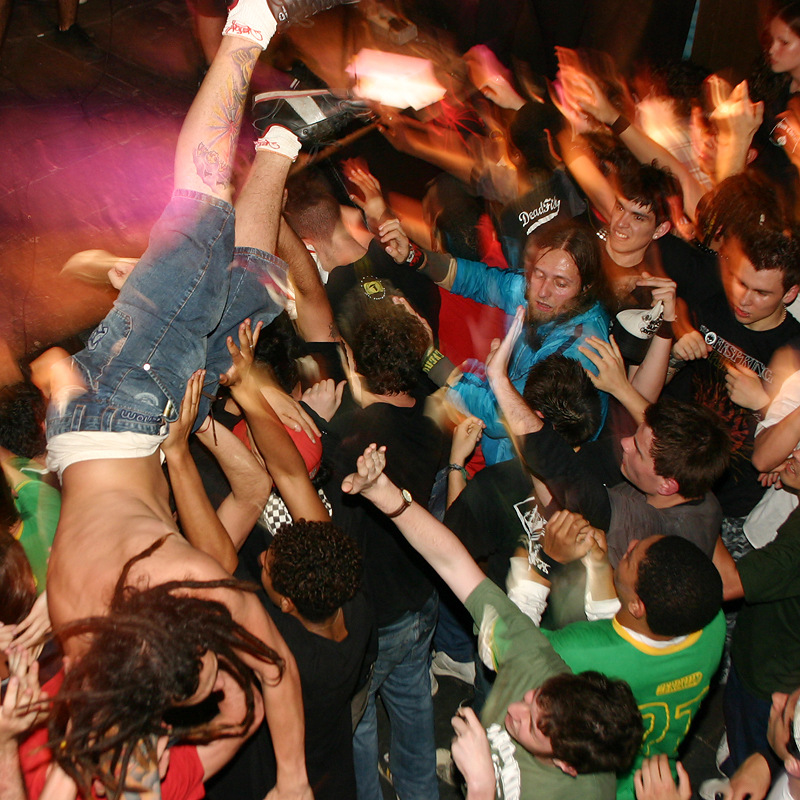
Moshpit (inaczej slamdancing), taniec hardcore punk

Hardcore, hard core, Hc punk lub  hardcore punk (akronim HC) – określenie stylu muzycznego wywodzącego się bezpośrednio z punk rocka, powstałego pod koniec lat 70. XX w. w Stanach Zjednoczonych. Na przestrzeni lat hardcore punk rozwinął się w szereg stylów, a wymieszany z innymi gatunkami przyczynił się do powstania nowych podgatunków.

## Muzyka
Muzyka hardcore w pierwotnym wydaniu to punk rock doprowadzony do ekstremum – szybkie, krótkie utwory z ekspresyjnym tekstami, często o przesłaniu politycznym. Przedstawiciele tego okresu to m.in. Black Flag, Minor Threat, Bad Brains, The Germs, Dead Kennedys, D.O.A., 7 Seconds, Agnostic Front i in.

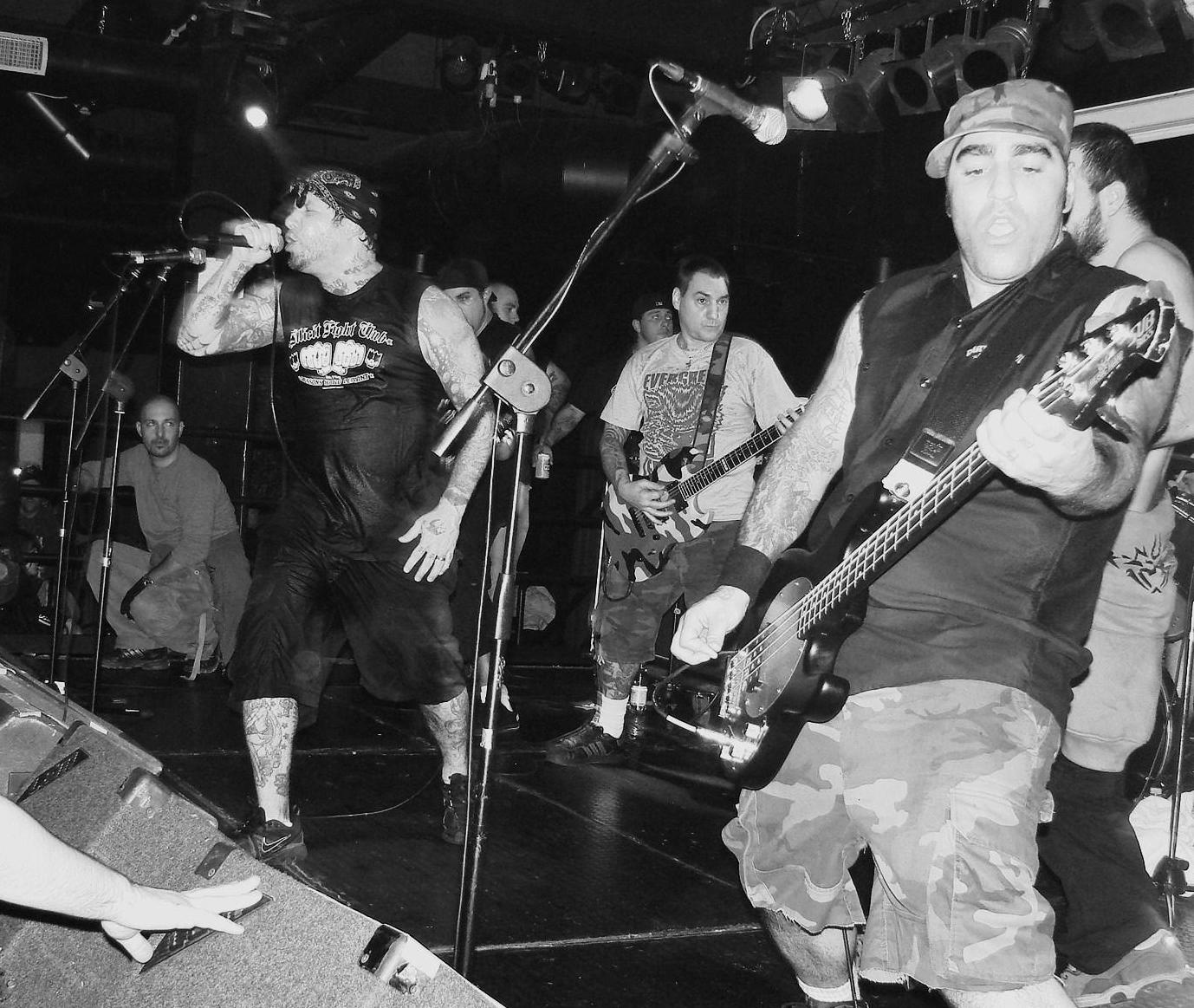
Agnostic Front, Rzym 2007

Później nastąpiła ewolucja tego gatunku muzycznego. Między innymi pojawił się nurt crossover thrash, czyli połączenie punka, hardcore’u i thrash metalu (przykładowo nagrania grup takich, jak D.R.I. i Cryptic Slaughter). Z ekstremalnych odmian hardcore’u rozwinęły się również d-beat (np. Discharge) i crust punk (Doom, Extreme Noise Terror, Sore Throat). Z czasem powstały zespoły crust punkowo-thrashcore’owe (Elecro Hippies, Hellbastard), fastcore’owe (Betercore, I Shot Cyrus), grindcore’owe (Napalm Death, Nasum), a nawet crust punkowo-grindcore’owe (Sore Throat). Sporo zespołów hardcore’owych czerpie inspirację z heavy metalu (Sunrise, Poison The Well, Bridge To Solace, Hatebreed, Earth Crisis, Born from Pain).

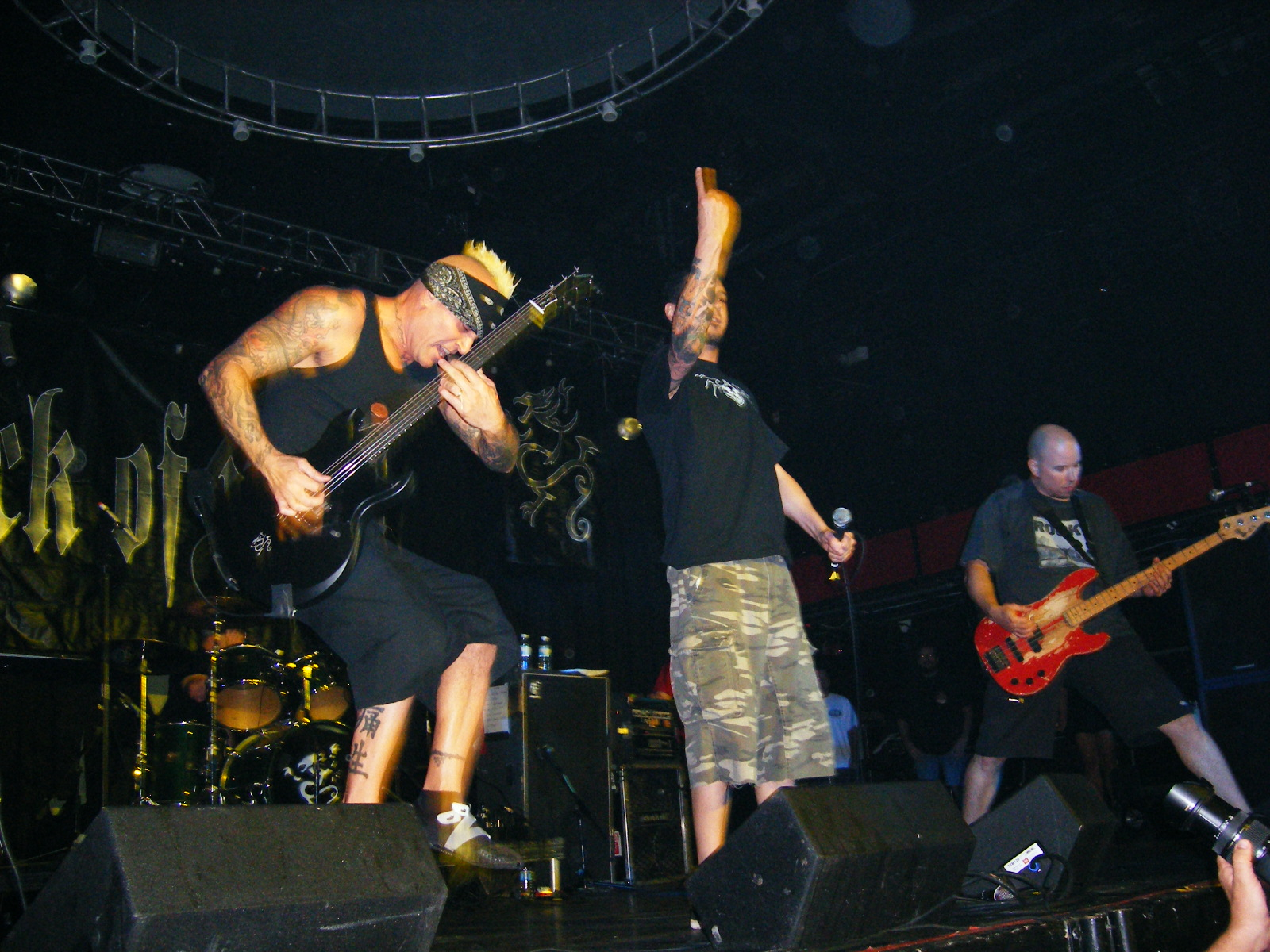
Sick of it all na żywo

W uproszczeniu zespoły grające szybko lub względnie szybko określa się mianem oldschool (Sick of It All, Raised Fist), natomiast te, które grają bardziej połamaną rytmicznie odmianę z partiami dysonansów – newschool (Indecision, Awake). Połączenie starej i nowej szkoły nazywane jest allschool (Sworn Enemy na płycie Negative Outlook). Progresywne podejście do HC to post hardcore (Fugazi), albo mathcore (Converge, The Dillinger Escape Plan, Botch). Połączenie hardcore’u z metalem to metalcore – uważa się go również za nową falę crossover thrashu, zaś połączenie z death metalem często określa się jeszcze inną nazwą – deathcore. Pod silnym wpływem metalu jest także beatdown hardcore (Nasty).
Obok skomercjalizowanego emocore’u, metalcore jest obecnie najbardziej popularnym stylem w stylistyce około-hardcore’owej. Metalcore bywa też postrzegany jako podgatunek metalu.
Z odmiennych gatunków, jakie wpłynęły na powstanie nowych stylów można wymienić jeszcze ska (skacore’owy Capdown, The Mighty Mighty Bosstones), hip-hop (rapcore’owy Dog Eat Dog, Downset) czy nawet funk (funkcore’owy Adequate Seven, Rollins Band) i jazz (jazzcore’owy Nomeansno).
Tak jak heavy metal miał i zwłaszcza obecnie ma wpływ na kształt muzyki wielu zespołów hardcore, tak i hardcore również wywarł wpływ na muzykę metalową i nie tylko. Pochodna metalu i hardcore punka z początku lat 80. XX wieku to thrash metal (Slayer). Metal osadzony w hardcore’owej rytmice to groove metal (Machine Head). Połączenie hardcore’u, punk rocka, post-punka z metalem w stylu Black Sabbath lub hard rockiem to grunge (TAD). Połączenie hardcore punka z wczesnym heavy/doom metalem i southern rockiem dało początek tzw. sludge metalowi (Eyehategod). Hardcore jest również wyraźnie słyszalnym składnikiem nurtów tzw. metalowego mainstreamu (określenie popularne w latach 90., stosowane do muzyki zespołów, która posiadała cechy gatunków alternatywnych i metalowych): alternative metal (Godsmack), nu metal (Korn) i post metal (Neurosis).
Z hardcore’u i punk rocka w prostej linii wywodzi się rock alternatywny (Pixies). Wpływy HC występują też w noise rocku (Sonic Youth, Jesus Lizard).

## Styl życia

Logo New York Hard Core

Hardcore to również określenie ideologii, albo stylu życia miłośników muzyki hardcore’owej. Typowy hardcore w krótkich, szybkich i agresywnych utworach posiada tradycyjne, punkowe, nihilistyczne i hedonistyczne przesłanie, czyli postawa „no future, no hope” – niestronienie od alkoholizmu, tytoniu i niekiedy narkotyków. Teksty często traktują także o wojnie, śmierci i nienawiści.
Później powstał jednak odłam hardcore’u zwany straight edge (sXe), przedstawiający zupełnie przeciwną ideologię, polegającą na ograniczeniu, a niekiedy odrzuceniu picia alkoholu, palenia tytoniu, zażywania narkotyków, uprawiania przypadkowego seksu, czy wreszcie jedzenia mięsa (wegetarianizm, weganizm), której początki wiążą się z działalnością zespołu Minor Threat. Przedstawiciela straight edge można też poznać po tym, że nie nosi skórzanych ubrań, w przeciwieństwie do tradycyjnych hardcore’owców, którzy podobnie do pierwszofalowych punkowców nosili ćwiekowane ramoneski, pasy itp. Hardcore punk niekiedy promuje również szeroko pojęty antyfaszyzm i antytotalitaryzm.

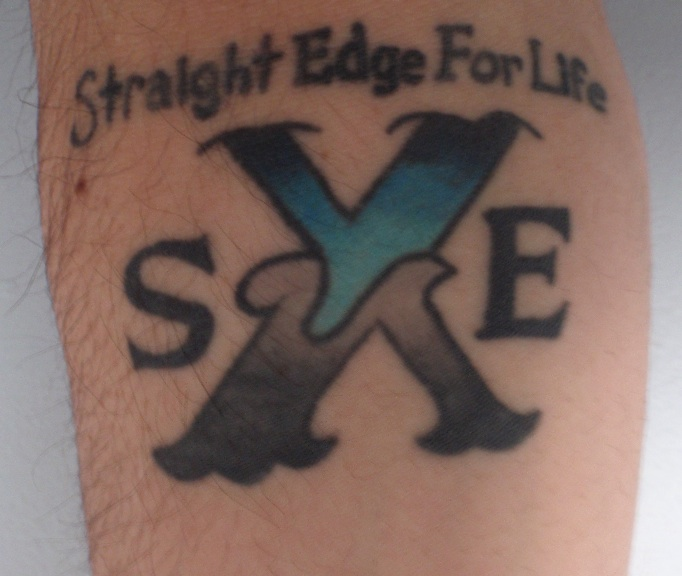

Duże znaczenie dla większości uczestników ruchu ma idea „zrób to sam” (do it yourself), dotyczy ona organizowania koncertów, wydawania płyt, drukowania własnych wydawnictw (tzw. zinów) bez wchodzenia w układy z przedstawicielami muzycznego i społecznego tzw. establishmentu. Jednak hardcore punk od lat 90. XX wieku zaczął być obecny na stałe w mediach. W muzycznych stacjach można było zobaczyć teledyski Madball, Sick of It All, Misfits lub Vision Of Disorder. Kapele takie, jak Biohazard, Pro-Pain i Dog Eat Dog odniosły komercyjny sukces. Po 2000 roku jeszcze więcej zespołów HC było obecnych w mediach oraz podpisywało kontrakty z dużymi wytwórniami lub ich satelitami. Dzięki sporej popularności hardcore’u zarobiły związane ze sceną wytwórnie: Victory Records, Truskill Records, Fat Wreck Chords, Epitaph. Obecnie pozycja HC w świecie muzycznym zbliżona jest do tej z poprzedniej dekady.

## Hardcore punk w Polsce

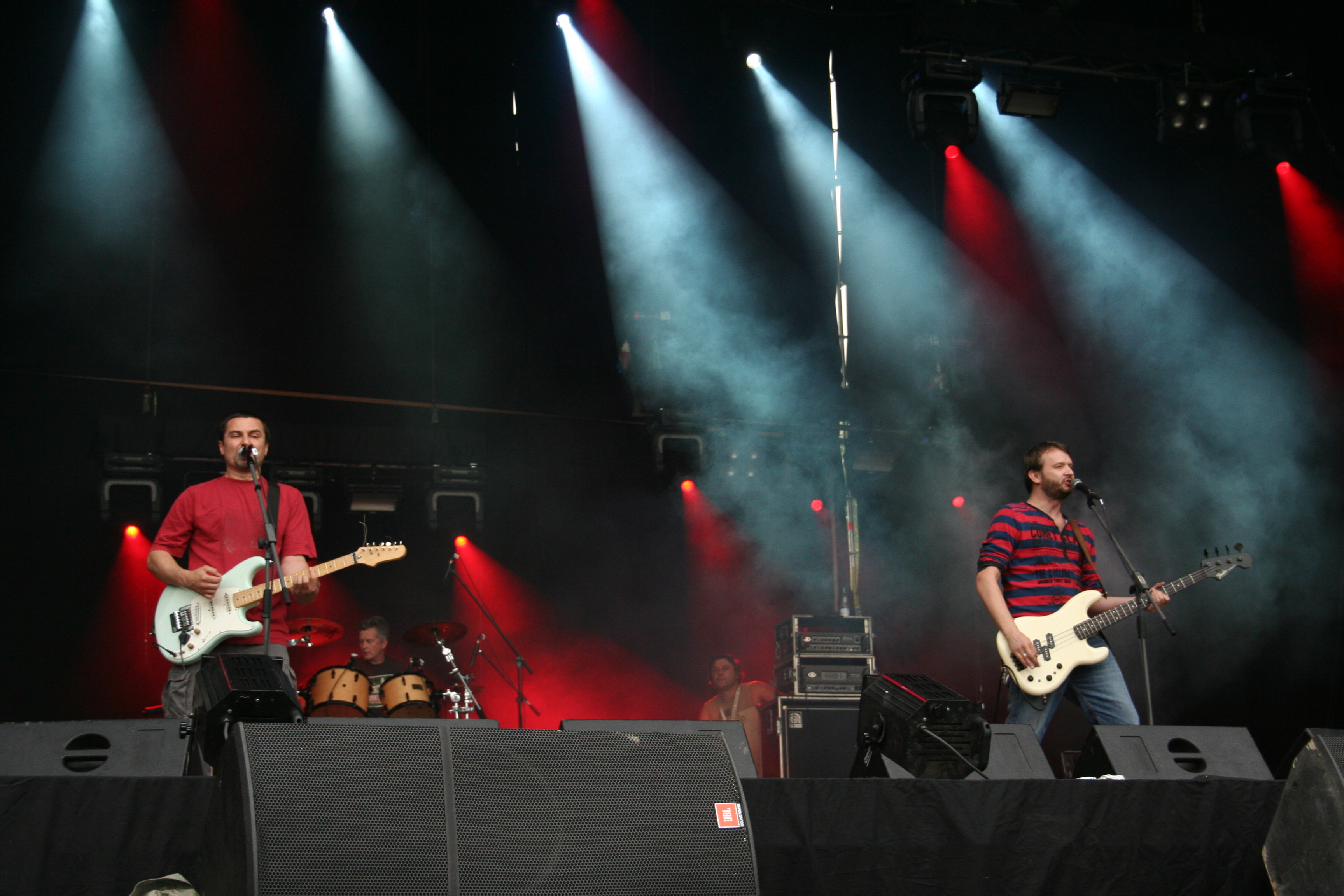
Dezerter Off Festival 2007

W Polsce przedstawicielami hardcore punku były i są zespoły: The Corpse, Apatia, Inkwizycja, Post Regiment, Złodzieje Rowerów, 1125, Klon, Schizma, Eye For An Eye, Abaddon i wiele innych. Zwolennicy hardcore’owej sceny muzycznej pojawili się w kraju pod koniec lat 80. Najbardziej znanym polskim fanzinem związanym ze sceną hardcore punk był w tym czasie warszawski „QQRYQ”.

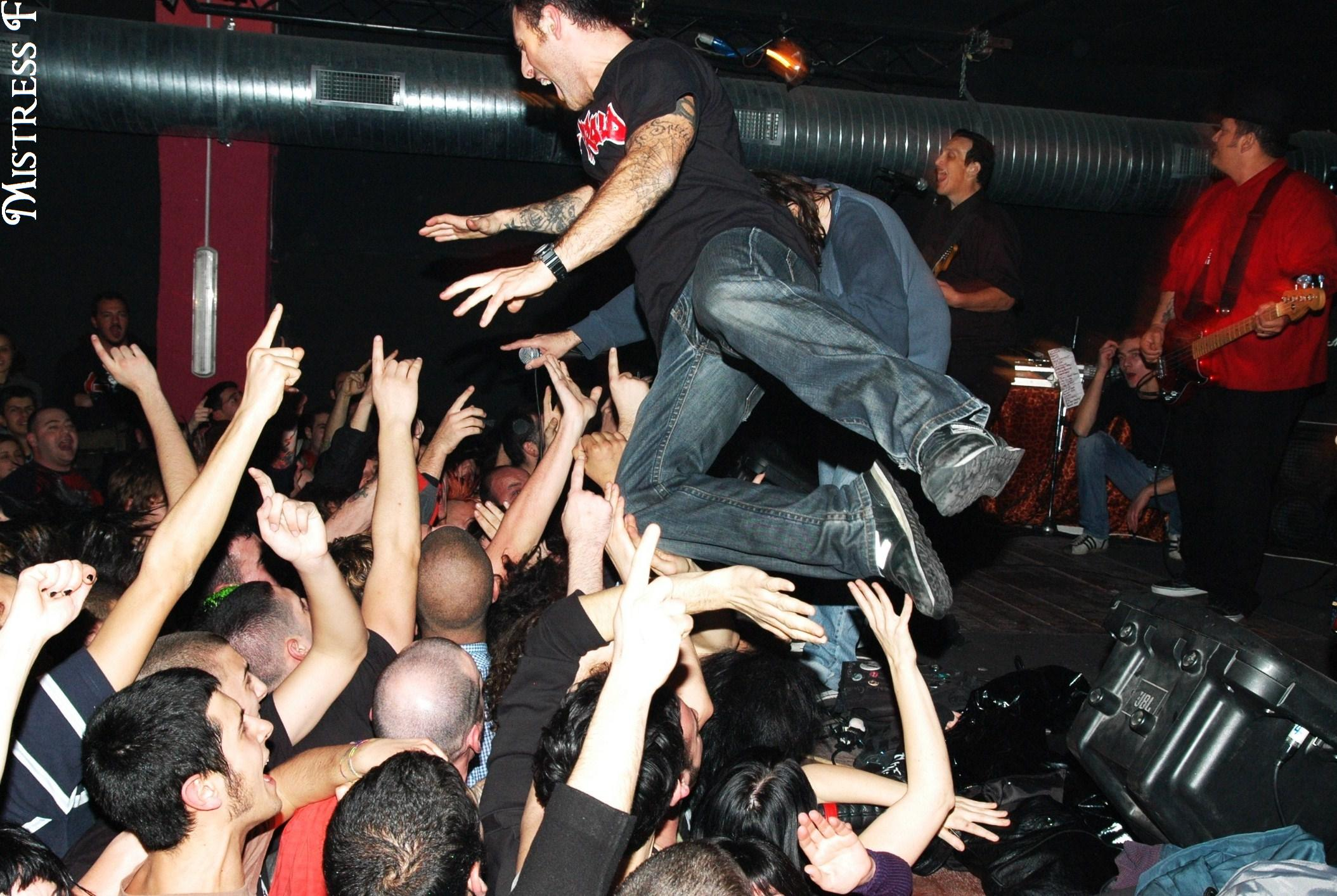
Stage diving (nurkowanie ze sceny)

W połowie lat 90. trumfy na „scenie” świeciły takie grupy jak Dezerter, Homomilitia, Schizma, Apatia, czy Guernica y Luno. Oddanie idei do it yourself (zrób to sam) owocowało licznymi tytułami prasy niezależnej (tzw. „zinów”) oraz rozwojem squattingu.
Wielu hardcore’owców uprawia sporty ekstremalne i jest związanych ze skaterami, zwłaszcza w USA. Ulubionym „tańcem” hardcore’owców w czasie koncertów jest pogo, mosh pogo, mosh pit → hardcore dancing. Niektórzy wprowadzają w tańcu nawet elementy capoeira. Popularny jest także stage diving – skakanie ze sceny w publikę.
Obecnie najpopularniejszymi pismami z tego kręgu w Polsce są „Pasażer” oraz „Chaos W Mojej Głowie”.

## Literatura przedmiotu

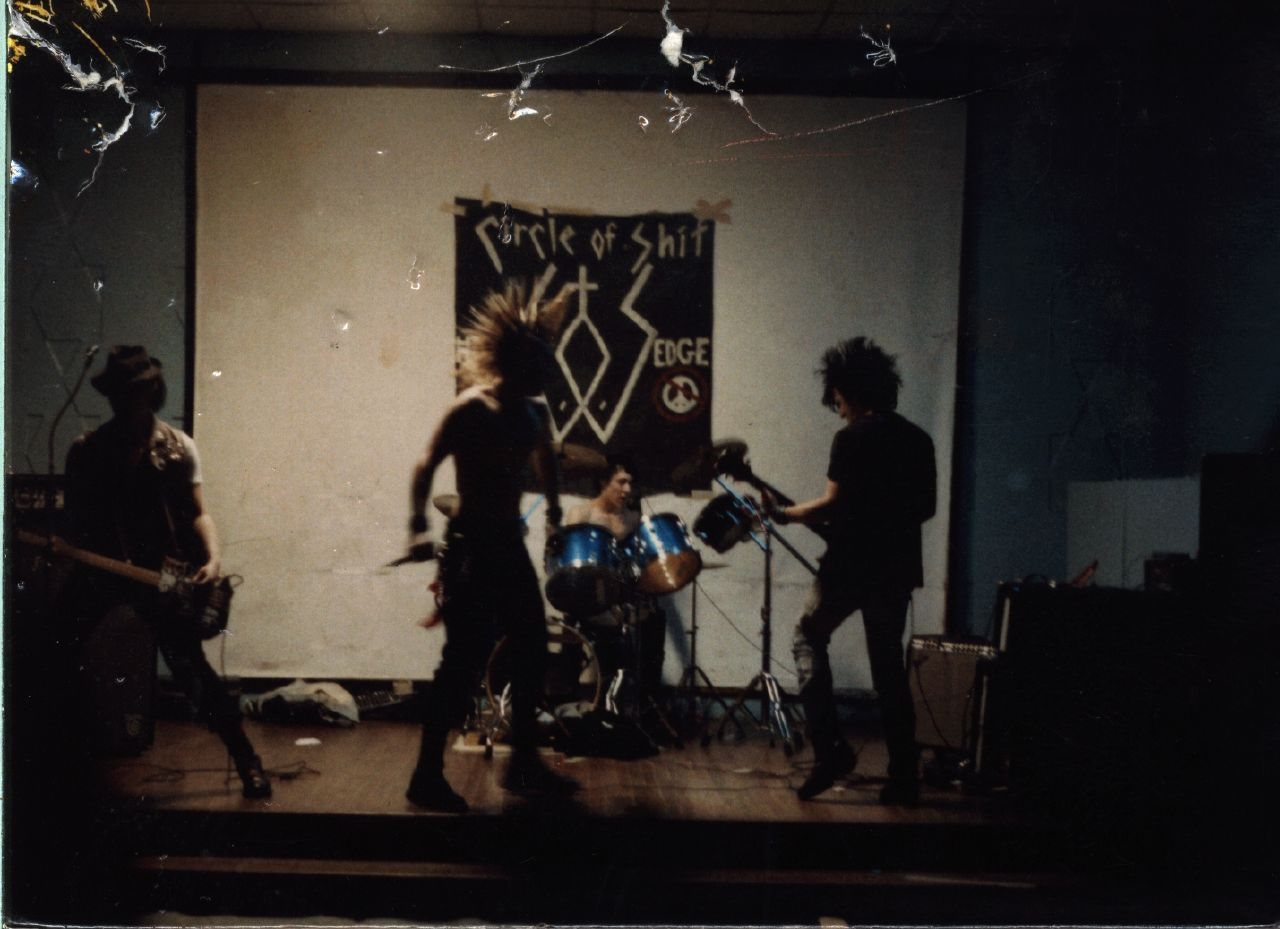
Circle of Shit, grupa z Filadelfii, 1984

Hardcore’em zajmuje się między innymi socjolog Krzysztof Abriszewski, który napisał wiele artykułów na temat kultury i życia wewnątrz sceny hardcore punk. Abriszewski uważa, że hardcore to nie tylko muzyka, ale także ruch próbujący prowadzić walkę na poziomie historyczności w ten sposób, iż zmaga się z rzeczywistością, aby określić zasady tworzenia zasad w społeczeństwie. W roku 2015 powstał również artykuł autorstwa Adama Grudnia pt „Hardcore, hard-core i hardkor”, który nawiązuje do myśli K. Abriszewskiego i innych znawców tematu – takich, jak Steven Blush, Henry Rollins, czy Ian McKaye.